# Gisa Kümmerling
Gisa Kümmerling (* 1977 in Annaberg-Buchholz) ist eine deutsche Schauspielerin.

## Leben
Die Tochter des ehemaligen Intendanten, Regisseurs und Schauspielers des Eduard von Winterstein Theaters Annaberg-Buchholz, Roland Gandt, und der Schauspielerin Gabriele Kümmerling, absolvierte ihre Ausbildung bei Schauspiel München (1995–1999). Anschließend ging sie in ihre Heimatstadt ans Eduard-von-Winterstein-Theater in Annaberg-Buchholz, wo sie am zum Hause gehörenden Naturtheater Greifensteine u. a. die Nschotschi in einer Winnetou-Inszenierung spielte. Am Annaberger Theater agierte sie unter anderem in Oliver Bukowskis Gäste, Liebe Jelena Sergejewna, Ein Winter unterm Tisch und Melancholie in Moll und traumtrunkene Seufzer. In Kabale und Liebe von Friedrich Schiller trat sie in drei Rollen als Luise, Lady Milford und Luises Mutter an der Seite von Stefan Enderle auf. Die Rolle der Emily Milford hatte sie bereits in München unter der Regie von Burkhard Kosminski in Friedrichs Wahn gespielt. Im Musical Linie 1 trat sie in sieben Rollen am Annaberger Theater auf. Ihr komödiantisches Talent bewies sie dort in der Inszenierung Zwei wie Bonnie und Clyde als Chantal. 
Gisa Kümmerling trat neben reger Bühnentätigkeit auch in Filmen wie Stefan Holtz Interrogator und neben Peter Ketnath, Natalia Avelon und ihrer Mutter Gabriele Kümmerling in Annekathrin Wetzels Komödie Villa Zoff auf.